# Władimir Lwow (poeta)
Władimir Juljewicz Lwow (ros. Владимир Юльевич Львов, ur. 1926, zm. 1961) – radziecki poeta.
Był również tłumaczem. Brał udział w II wojnie światowej. Ukończył Instytut Literacki imienia A.M. Gorkiego, mieszkał i pracował w Moskwie. Utopił się w basenie „Moskwa”. 
Wydał zbiory poezji i przekłady:
- „Biez otdycha” (ros. „Без отдыха”; 1957);
- „S naczała żyzni do konca” (ros. „С начала жизни до конца”; 1963);

i inne .